# 보험약관
보험약관에는 보통보험약관과 특별보험약관이 있다.

## 보통보험약관
보통보험약관은 보험계약의 공통적인 표준사항을 보험자가 미리 작성하여 놓은 정형적(定型的) 계약조항이다. 이것은 보험자가 미리 작성하므로 보험계약자의 이익이 무시되거나 또는 계약에 있어서 보험계약자의 보험에 관한 지식이 희박하여 보험자의 일방적 의사에 따르기 쉽고, 보험업의 독점적 경향이기 때문에 보험의 공공성(公共性)·사회성(社會性)에 입각하여 엄격한 국가적 감독(監督)이 필요하므로 보험약관 중 보통보험약관(普通保險約款)은 보험사업면허(免許)의 신청서에 첨부할 기초서류(基礎書類)의 하나로서 그 변경에 있어서는 주무부장관(主務部長官：재정경제부 장관)의 인가를 받아야 한다(보험 5조, 16조).
그러나 이 인가를 받지 아니한 약관이라 하더라도 그의 사법상(私法上)의 효력은 유효하다는 것이 통설이다. 보통보험약관은 당사자가 특히 이것에 따르지 아니 할 것임을 명백히 않는 한 계약자가 이것에 따를 의사가 있든지 없든지 당사자 쌍방을 구속하는 효력을 갖는다. 이것을 보통거래약관(普通去來約款)의 규범성(規範性)이라 하고 다수의 보험계약처리상 그 내용을 정형화할 필요 때문에 인정된다. 이러한 보통약관에 대하여 보험계약의 특약조항을 개개의 사정에 따라 정하는 계약조항을 특별보험약관(特別保險約款)이라 한다. 따라서 특별보험약관은 보통약관을 보충 또는 변경하기 위하여 당사자의 특별한 의사표시로써 약정된다.

## 실효약관
보험계약자가 약정된 시기에 계속보험료를 지급하지 아니한 때에는 앞서 본 바와 같이 보험자는 상당한 기간을 정하여 최고한 후 계약을 해지할 수 있다. 그러나 실무상 이와 같은 최고와 해지의 절차를 밟지 아니하고 약정된 시기(납입기일)로부터 일정한 기간을 유예기간으로 설정하여 그 기간이 경과할 때까지 계속보험료의 지급이 없으면 그대로 보험계약을 실효시키는 약관이 사용되는 경우가 있는데 이를 실효약관이라고 한다.

### 관련조문
제650조 (보험료의 지급과 지체의 효과)
 ② 계속보험료가 약정한 시기에 지급되지 아니한 때에는 보험자는 상당한 기간을 정하여 보험계약자에게 최고하고 그 기간내에 지급되지 아니한 때에는 그 계약을 해지할 수 있다.

### 학설
실효약관은 대량거래어서 생기는 법률관계를 최소의 비용으로 안정적으로 처리하기 위해 마련된 것이라는 점, 보험계약의 판단에서 보험단체로서의 특질을 고려하여야 한다는 점에 근거하여 이러한 약관도 유효하다는 견해와, 보험단체에 과다한 비용이 발생할 수 있다는 점은 보험경영의 합리화를 통해 해결할 문제일 뿐이며, 실효약관은 그 자체로 제650조 제2항의 규정을 보험계약자 등에게 불리하게 바꾼 것이므로 제663조에 위반되어 무효라는 견해가 대립하고 있다.

### 판례
판례는 과거에 실효약관의 유효성을 인정한 바 있었으나 그 후 전원합의체 판결을 통해 무효설의 태도를 유지하고 있다.

## 관련조문
제638조의3 (보험약관의 교부·설명 의무)

①보험자는 보험계약을 체결할 때에 보험계약자에게 보험약관을 교부하고 그 약관의 중요한 내용을 설명하여야 한다.

 ②보험자가 제1항을 위반한 경우 보험계약자는 보험계약이 성립한 날부터 3개월 이내에 그 계약을 취소할 수 있다.

## 판례

### 약관의 구속력
보통보험약관이 계약당사자에 대하여 구속력을 갖는 것은 그 자체가 법규범 또는 법규범적 성질을 가진 약관이기 때문이 아니라 보험계약 당사자 사이에서 계약내용에 포함시키기로 합의하였기 때문이라고 볼 것이며, 일반적으로 당사자 사이에서 보통보험약관을 계약내용에 포함시킨 보험계약서가 작성된 경우에는 계약자가 그 보험약관의 내용을 알지 못하는 경우에도 그 약관의 구속력을 배제할 수 없는 것이 원칙이나, 당사자 사이에서 명시적으로 약관의 내용과 달리 약정한 경우에는 위 약관의 구속력은 배제된다.— 대법원 1991.9.10. 91다20432 1985.11.26, 선고, 84다카2543, 판결

### 상법 제638조의3과 약관규제법 제3조의 관계
약관에 대한 설명의무를 위반한 경우에 그 약관을 계약의 내용으로 주장할 수 없는 것으로 규정하고 있는 약관의규제에관한법률 제3조 제3항과의 사이에는 아무런 모순, 저촉이 없으므로, 상법 제638조의3 제2항은 약관의규제에관한법률 제3조 제3항과의 관계에서는 그 적용을 배제하는 특별규정이라고 할 수가 없으므로 보험약관이 상법 제638조의3 제2항의 적용 대상이라 하더라도 약관의규제에관한법률 제3조 제3항 역시 적용이 된다.— 98다32564

## 같이 보기
- 보험법
- 약관규제법

## 참고 문헌
- 이기수∙최병규∙김인현, 『보험∙해상법』, 박영사, 2008. ISBN 9788910515210
- 김교창, "보통거래약관의 기초적 연구", 보통거래약관의 연구, 서울변호사회, 1983. 52면
- 은종성, 보통보험약관의 소비자보호, 학위논문, 38면.
- 이은영, "보통거래약관의 해석론서설", 상사법의 현대적 과제, 박영사, 1984. 33면